# Trichocerca microstyla
Trichocerca microstyla är en hjuldjursart som först beskrevs av Daday 1901.  Trichocerca microstyla ingår i släktet Trichocerca och familjen Trichocercidae. Inga underarter finns listade i Catalogue of Life.